# Дихув
Дихув (пол. Dychów, нім. Deichow) — село в Польщі, у гміні Бобровиці Кросненського повіту Любуського воєводства.
Населення — 772 особи (2011).
У 1975-1998 роках село належало до Зеленогурського воєводства.

## Демографія
Демографічна структура станом на 31 березня 2011 року:
|          | Загалом | Допрацездатний вік | Працездатний вік | Постпрацездатний вік |
| -------- | ------- | ------------------ | ---------------- | -------------------- |
| Чоловіки | 365     | 67                 | 272              | 26                   |
| Жінки    | 407     | 73                 | 260              | 74                   |
| Разом    | 772     | 140                | 532              | 100                  |